# Miejska Szkoła Średnia w Rydze
Miejska Szkoła Średnia w Rydze – polskojęzyczne gimnazjum istniejące w Rydze w latach 1925–1940 przy ul. Torņa 4, jedna z trzech polskich szkół średnich w międzywojennej Łotwie. 

## Historia
Placówka została utworzona postanowieniem Rady Miejskiej Rygi z 10 października 1925. Powstała na bazie polsko-rosyjskiego gimnazjum E. Lichtarowiczówny. Rada Miasta zobowiązała się do finansowej pomocy szkole oraz zapewniła o prawie Polaków do nieskrępowanego rozwoju narodowego. 
Pierwszym dyrektorem placówki został matematyk inżynier Józef Mierzwiński. W roku szkolnym 1928/1929 w czteroklasowym gimnazjum uczyło się 130 uczniów (w tym 92 dziewcząt). 
W 1934 szkoła została na krótko zamknięta przez władze łotewskie – po kilku miesiącach jej działalność przywrócono, tym razem z Romanem Ciesiulewiczem jako dyrektorem (później jego obowiązki przejął łotewski poeta Antons Bārda). Od 1934 gimnazjum posiadało profil humanistyczny, wcześniej humanistyczno-przyrodniczy.